# Pontiac (Misuri)
Pontiac es un lugar designado por el censo ubicado en el condado de Ozark en el estado estadounidense de Misuri. En el Censo de 2010 tenía una población de 175 habitantes y una densidad poblacional de 20,68 personas por km².

## Geografía
Pontiac se encuentra ubicado en las coordenadas 36°31′19″N 92°36′12″O / 36.52194, -92.60333. Según la Oficina del Censo de los Estados Unidos, Pontiac tiene una superficie total de 8.46 km², de la cual 6.5 km² corresponden a tierra firme y (23.2%) 1.96 km² es agua.

## Demografía
Según el censo de 2010, había 175 personas residiendo en Pontiac. La densidad de población era de 20,68 hab./km². De los 175 habitantes, Pontiac estaba compuesto por el 97.14% blancos, el 0% eran afroamericanos, el 0% eran amerindios, el 0% eran asiáticos, el 0% eran isleños del Pacífico, el 0.57% eran de otras razas y el 2.29% pertenecían a dos o más razas. Del total de la población el 1.71% eran hispanos o latinos de cualquier raza.